# 张三营站
张三营站是一个京通线上的铁路车站，位于河北省隆化县张三营镇，建于1980年，目前为四等站，邮政编码为068156。目前客运：办理旅客乘降；行李、包裹托运；货运：办理整车货物发到；不办理危险货物发到。